# 장자

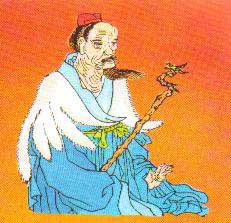
장자

장자(莊子, 병음 Zhuāngzǐ (좡즈), 기원전 369년?-기원전 286년)는 중국 전국 시대 송(宋)나라 몽(蒙; 현재의 안휘성 몽성 또는 하남성 상구 추정) 출신의 저명한 중국 철학자로 제자백가 중 도가(道家)의 대표적인 인물이며 노자(老子) 사상을 계승, 발전시켰다. 본명은 주(周)이다.
후세에 노자와 함께 부를 때 노장(老莊)이라 부른다. 도교에서는 남화진인(南華眞人), 또는 남화노선(南華老仙)이라 부르기도 하며, 《장자》는 《남화진경(南華眞經)》이라 부른다. 《삼국지연의》에서 황건적의 지도자 장각에게 도를 전수하는 선인이 바로 남화노선(장자)이다.
장자는 만물 일원론을 주창하였다. 어느 날 장자는 자기가 나비가 되어 훨훨 자유로이 날아다니는 꿈을 꾸었다. 그러나 잠을 깨니 내가 꿈을 꾸고 나비가 된 것인지, 아니면 나비가 꿈을 꾸고 지금의 내가 되어 있는 것인지 모를 일이었다. 장자는 이처럼 상식적인 사고 방식에 의문을 품고 유학자들이 말하는 도덕적 가르침 따위는 하잘 것 없는 것이라고 하였다. 그리하여 노자의 생각을 이어받아 자연으로 돌아갈 것과 무로 돌아갈 것을 주장하였다.

## 생애
《사기》에 따르면, 장자는 일찍이 몽(蒙) 칠원(漆園)의 관리가 되었으나, 생활은 매우 가난했다. 《장자》 외편 〈추수(秋水)〉편에 따르면, 초나라 위왕(威王)이 사람을 보내 정치를 보좌해 주길 청했으나, 장자는 거절하였다. 혜자(惠子)와 교우했다.

## 장자의 인생론
장자의 인생론에서 이상적인 삶이라는 것은 근심의 근원인 자기의 육체ㆍ정신을 버리고 '허정'(虛靜), '염담'(恬淡)의 심경에 도달하여 자연의 법칙에 따르고 어떠한 것에도 침해받지 않는 자유ㆍ독립을 얻어 세계의 밖에서 초연하게 노니는 것이다. 이것을 실현한 사람을 '진인'이라고 하며, 이 인생론의 근저에는 세계는 불가지의 실재인 도의 표상이라는 세계관과, 개념적 인식과 가치판단은 불가능할 뿐 아니라 무의미한 것이고, 철저한 무지만 올바른 것이라고 하는 지식론이 깔려 있다.
이 지식론은 명가(名家)의 궤변이나 전변(田騈)의 제물설(齊物說)의 비판적 섭취에서 성립, 얼마 후에는 세계관과 혼합하여 세계의 존재와 운동은 '도'(道)에 의해 지탱되고 있다는 존재론, 우주 생성의 전설을 받아들여 태초의 '혼돈'='도'로부터 세계가 유출하였다고 하는 우주생성론 및 음양 오행설을 채용하여 물(物)의 생사(生死)를 기(氣)의 집산으로 설명한 자연론 등이 전개되었다.

## 장자의 노장사상
노자와 장자를 묶어 흔히 노장사상이라고 부른다. 하지만 이 둘 사이에는 차이가 있는데, 노자가 정치와 사회의 현실에 어느 정도 관심을 가지고 있었던 데 대해, 장자는 개인의 안심입명에만 몰두했다. 노자가 혼란한 세상을 구하기 위해 무위자연에 처할 것을 가르쳤던 반면, 장자는 속세를 초탈하여 유유자적하고자 했다. 즉 노자는 어느정도 공동체에 대한 관심을 가진 반면 장자는 오직 개인에 대한 것을 강조하였다.

## 같이 보기
- 나비의 꿈
- 운장 (동양신화)(雲將)
- 홍몽 (동양신화)(鴻蒙)
  - 홍몽세계(鴻濛世界) - 아직 사물의 구별이 뚜렷하지 아니한 천지가 개벽할 무렵의 세계
  - 훙멍(鸿蒙, Harmony OS) - 2012년부터 화웨이에서 개발한 크로스 플랫폼 운영 체제로서 명칭을 홍몽 신화에서 따왔다고 한다

## 참고 문헌
- 이 문서에는 다음커뮤니케이션(현 카카오)에서 GFDL 또는 CC-SA 라이선스로 배포한 글로벌 세계대백과사전의 내용을 기초로 작성된 글이 포함되어 있습니다.